# Marigny-les-Usages
Marigny-les-Usages är en kommun i departementet Loiret i regionen Centre-Val de Loire strax norr Frankrikes mitt. Kommunen ligger i kantonen Chécy som tillhör arrondissementet Orléans. År 2022 hade Marigny-les-Usages 1 861 invånare.

## Befolkningsutveckling
Antalet invånare i kommunen Marigny-les-Usages
| Referens: INSEE |